# Calyptotis
Calyptotis is een geslacht van hagedissen uit de familie skinken (Scincidae).

## Naam en indeling
De wetenschappelijke naam van de groep werd voor het eerst voorgesteld door Charles Walter De Vis in 1886. Er zijn vijf soorten waarvan er vier werden beschreven door Allen Eddy Greer in 1983. Calyptotis scutirostrum werd eerder tot het geslacht Lygosoma gerekend.
De wetenschappelijke geslachtsnaam Calyptotis betekent vrij vertaald 'verborgen oren'; calypto = verborgen en otis = oor.

## Uiterlijke kenmerken
De verschillende soorten bereiken een lengte van ongeveer 3,5 tot 5,5 centimeter exclusief de staart. De staart is tot ongeveer anderhalf keer zo lang als het lichaam en de kop samen. De onderzijde van de staart heeft vrijwel altijd een roze tot rode kleur. De soort Calyptotis ruficauda is hiernaar vernoemd want ruficauda betekent 'rode staart'.
De poten zijn zeer klein maar zijn goed ontwikkeld en dragen vijf vingers en tenen. Bij sommige soorten zijn twee rijen schubben aanwezig aan de bovenzijde van de vingers en tenen, bij andere soorten slechts een enkele rij.
De verschillende soorten zijn met name te herkennen door de verschillen aan de kop. Drie soorten hebben bijvoorbeeld prefrontaalschubben terwijl deze bij de andere soorten niet aanwezig zijn. Calyptotis ruficauda en Calyptotis temporalis hebben duidelijk zichtbare, grote gehooropeningen terwijl deze bij de andere drie soorten geheel ontbreken. Alle soorten hebben beweeglijke oogleden.

## Verspreiding en habitat
Calyptotis- soorten komen endemisch voor in Australië en leven in de staten New South Wales en Queensland.
De habitat bestaat uit zowel vochtige bossen zoals tropische regenwouden als drogere sclerofylle bossen. Ook in door de mens aangepaste omgevingen zoals tuinen en parken komen de dieren voor. De hagedissen leven in de strooisellaag op de bodem.
Door de internationale natuurbeschermingsorganisatie IUCN is aan alle soorten een beschermingsstatus toegewezen. De vijf soorten worden allen beschouwd als 'veilig' (Least Concern of LC).

## Levenswijze
De hagedissen zijn typische bodembewoners die weinig klimmen en leven onder stenen en andere objecten in vochtige omgevingen, ze kunnen slecht tegen warmte. Van de soort Calyptotis thorntonensis is bekend dat het dier kan sterven als het wordt vastgepakt als gevolg van de warmte van een mensenhand. De vrouwtjes zetten eieren af op de bodem.

## Soorten
Het geslacht omvat de volgende soorten, met de auteur en het verspreidingsgebied.
| Naam                     | Auteur       | Verspreidingsgebied                     |
| ------------------------ | ------------ | --------------------------------------- |
| Calyptotis lepidorostrum | Greer, 1983  | Australië (Queensland)                  |
| Calyptotis ruficauda     | Greer, 1983  | Australië (New South Wales)             |
| Calyptotis scutirostrum  | Peters, 1874 | Australië (New South Wales, Queensland) |
| Calyptotis temporalis    | Greer, 1983  | Australië (Queensland)                  |
| Calyptotis thorntonensis | Greer, 1983  | Australië (Queensland)                  |